# 潘得路

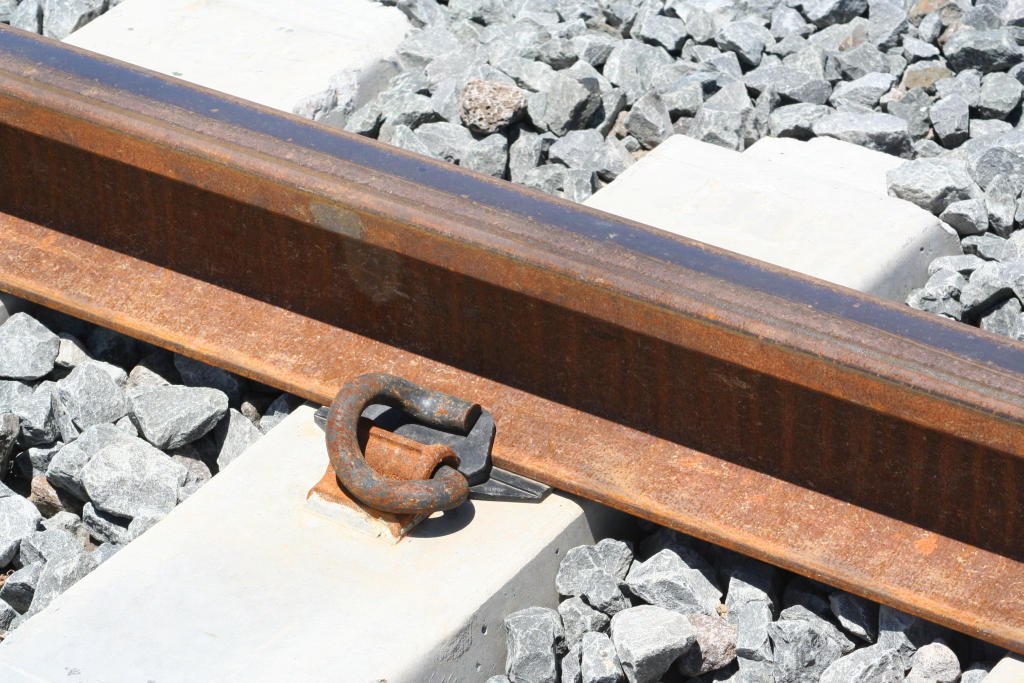
潘得路的鐵路扣件產品

潘得路（Pandrol）是法國一家生产铁路扣件的家族企業，成立於1902年。該公司的產品鐵路扣件用于将铁轨固定在铁路枕木上。他们也涉足铝热焊接行业，通过快速加热金属来修補铁轨。